# Pineozytom

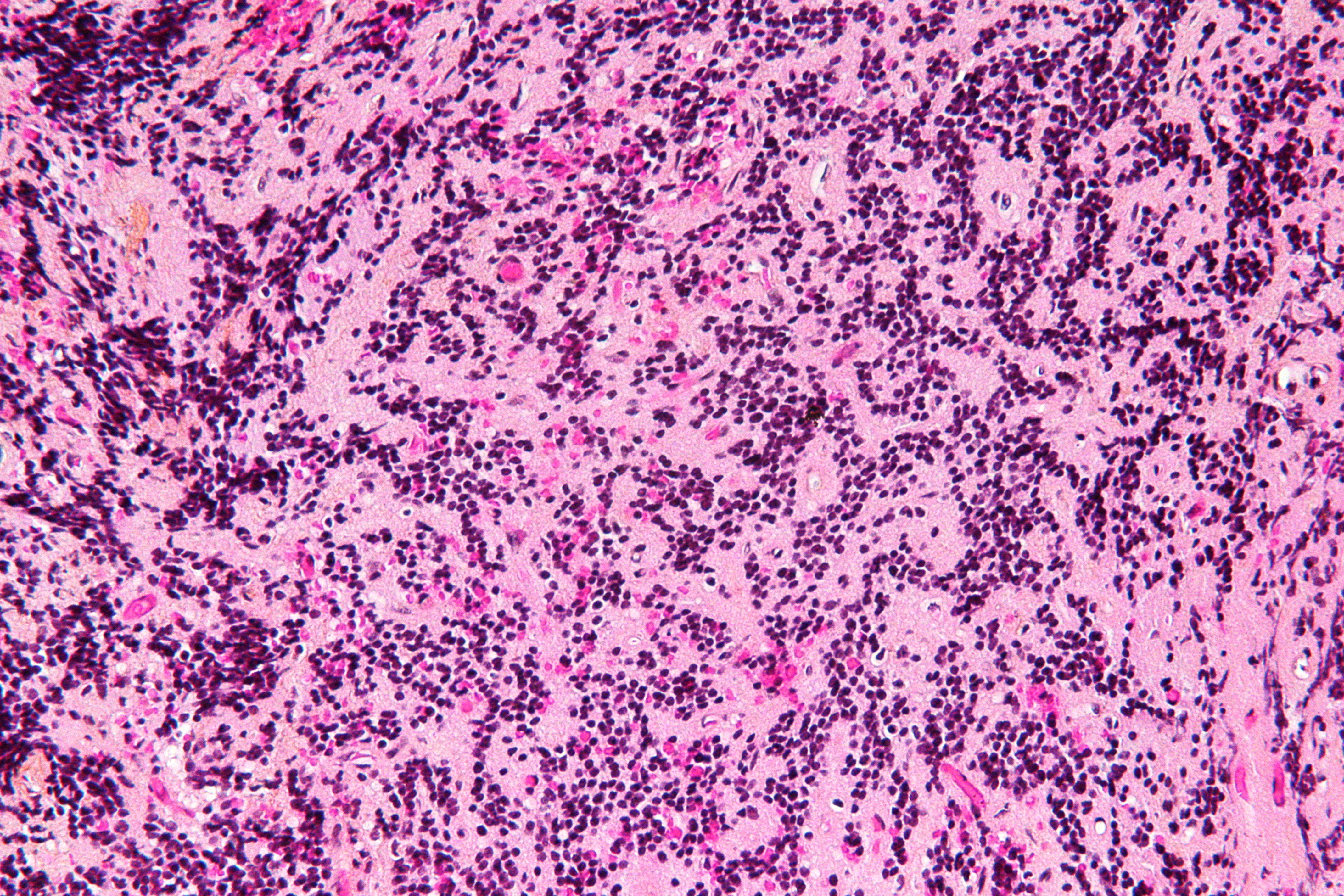
Mikrofotografie eines Pineozytomes in Hämatoxylin-Phloxin-Saffron (HPS)-Färbung

Das Pineozytom ist eine seltene Form eines Pinealoms, eines Tumors der Zirbeldrüse, und entsteht aus den sekretorischen Nervenzellen Pinealozyten.
Im Gegensatz zum Pineoblastom handelt es sich beim Pineozytom um einen gutartigen Tumor (Grad I WHO). Er ahmt die Grundstruktur der Zirbeldrüse nach und wächst langsam und verdrängend, nicht infiltrierend.
Synonyme sind: Pinealocytoma; Pinealoma

## Verbreitung
Pineozytome machen 5–30 % aller Pinealistumoren aus. Sie treten bevorzugt zwischen dem 2. und 6. Lebensjahrzehnt auf und sind im Gegensatz zu Germinomen im weiblichen Geschlecht etwas häufiger.

## Klinische Erscheinungen
Klinische Kriterien sind:
- Manifestation meist im Erwachsenenalter
- langsames, verdrängendes Wachstum
- häufigstes Symptom ist der obstruktive Hydrocephalus durch Entwicklung einer Verlegung in Höhe des Aquäduktes oder der Vierhügelplatte mit möglichem Parinaud-Syndrom, Kopfschmerz, Gleichgewichtsstörung, Harninkontinenz oder Stimmungsschwankungen

## Diagnose
Die Diagnose stützt sich auf Bildgebung durch Magnetresonanztomographie oder Computertomographie und wird durch Biopsie gesichert.

## Differentialdiagnose
Abzugrenzen sind:
- Pinealiszyste, andere Pinealome, Pineoblastom, Papillärer Tumor der Pinealisregion
- Keimzelltumoren
- Astrozytome der Zirbeldrüse
- Metastasen

## Therapie und Prognose
Die Behandlung erfolgt operativ. Die Aussichten gelten als gut.